# Burmannia stuebelii
Burmannia stuebelii är en enhjärtbladig växtart som beskrevs av Georg Hans Emmo Emo Wolfgang Hieronymus och Schltr.. Burmannia stuebelii ingår i släktet Burmannia och familjen Burmanniaceae. Inga underarter finns listade i Catalogue of Life.